# Кабакова
Каба́кова (рос. Кабакова) — присілок у складі Алапаєвського міського округу (Верхня Синячиха) Свердловської області.
Населення — 146 осіб (2010, 172 у 2002).
Національний склад населення станом на 2002 рік: росіяни — 99 %.